# Coronella
Genre
Coronella est un genre de serpents de la famille des Colubridae. Les membres de ce genre sont couramment appelés coronelles.

## Répartition
Les deux espèces de ce genre se rencontrent dans le Paléarctique occidental : en Europe, en Asie occidentale et en Afrique du Nord. Les deux espèces sont indigènes en France métropolitaine.

## Description
Les membres de ce genre dépassent rarement les 60 cm de longueur. Leur cou est peu marqué, de sorte que la tête s'inscrit dans le prolongement du corps. Leurs pupilles sont rondes. Les dents de la mâchoire supérieure sont plus grandes vers l'arrière de la gueule. Le corps est presque cylindrique et couvert d'écailles lisses. Les sous-caudales sont jumelées. Une bande noirâtre traverse l’œil.

## Phylogénétique et systématique
Les deux espèces du genre sont bien connues et leur parenté est génétiquement démontrée. 
Une espèce indienne, Wallophis brachyura a longtemps été classée dans ce genre sous le nom de Coronella brachyura, sur la base de quelques vagues points communs morphologiques, malgré les différences et son éloignement géographique vis-à-vis des deux autres, et elle fut ensuite très peu étudiée. En réalité éloignée phylogénétiquement, une étude de 2017 a permis de la reclasser dans son propre genre Wallophis.
D'après les études de phylogénétique (les études incluant que les deux espèces européennes, Coronella austriaca et Coronella girondica), le genre Coronella est proche de Oocatochus, genre monotypique d'Asie de l'Est, puis le plus proche est ensuite le genre Zamenis (incluant Rhinechis). Ces trois genres sont inclus dans le groupe des « serpents ratiers » (en grande partie constitué par l'ancien genre fourre-tout Elaphe) et sont donc apparentés aux genres Elaphe, Orthriophis, Archelaphe, Euprepiophis, Oreocryptophis, Pseudelaphe, Senticolis, Pantherophis, Pituophis, Lampropeltis, Bogertophis, Arizona, Cemophora et Rhinocheilus.

## Liste des espèces
Selon The Reptile Database (16 oct. 2022) :
- Coronella austriaca Laurenti, 1768 − Coronelle lisse
- Coronella girondica (Daudin, 1803) − Coronelle girondine

## Étymologie
Le nom de ce genre, Coronella, est le diminutif du latin corona, soit « petite couronne », en référence à la tache ayant cette forme à l'arrière de leur tête.

## Publication originale
- Laurenti, 1768 : Specimen medicum, exhibens synopsin reptilium emendatam cum experimentis circa venena et antidota reptilium austriacorum, Vienna Joan Thomae, p. 1-217 (texte intégral).